# 妙隘乡
妙隘乡，是中华人民共和国贵州省铜仁市松桃苗族自治县下辖的一个乡镇级行政单位。

## 行政区划
妙隘乡下辖以下地区：
大店村、石大村、滥田村、枫香村、平皋村、黄木坳村、半边山村、大土村、新庄村、新屯村、塘坳村、大沟村、寨石村、长滩村、龙家堡村、岩门村、矮塞村和界牌村。